# Michele Forneris
Michele Forneris (Bibiana, 27 agosto 1922 – Pinerolo, 12 agosto 2005) è stato un generale italiano.
Trascorse la sua carriera militare nel Corpo degli Alpini, ricoprendo vari incarichi tra cui quelli di comandante della Brigata alpina "Taurinense", e Vice comandante del 4º Corpo d'armata alpino.

## Biografia
Nacque a Bibiana il 21 dicembre 1922, e dopo aver conseguito la licenza liceale, il 3 ottobre 1941 venne ammesso a frequentare il Corso Allievi Ufficiali presso la Regia Accademia Militare di Modena. Uscitone con il grado di sottotenente in servizio permanente effettivo (S.P.E.) il 27 marzo del 1943, venne immediatamente trasferito in zona di operazioni, assegnato come comandante di plotone al Battaglione alpini "Exilles" del 3º Reggimento alpini, operante in Montenegro. Dopo l'armistizio dell'8 settembre, il giorno 16, insieme ai resti del Battaglione "Exilles" fu catturato dai tedeschi e deportato in Germania. Ritornato in Italia dopo la fine del conflitto, riprese il servizio attivo assumendo il comando di un plotone del Battaglione alpini "L'Aquila" di stanza a Tarvisio. Nel dopoguerra frequentò la Scuola d'Applicazione d'Arma di Torino, la Scuola di guerra dell'esercito di Civitavecchia, il Corso di Stato maggiore interforze a Firenze ed il Centro Alti Studi Militari di Roma.
Con il grado di tenente colonnello, dal 3 ottobre 1965 al settembre 1966 fu comandante del Battaglione alpini "Bassano", e successivamente del 4º Reggimento alpini paracadutisti.
Raggiunto il grado di generale di brigata divenne comandante della Brigata alpina "Taurinense", mantenendo il comando dal 29 maggio 1975 al 19 agosto 1976. Promosso al grado di generale di divisione divenne Vice comandante del 4º Corpo d'armata alpino con Quartier generale a Bolzano. Raggiunto il grado di generale di corpo d'armata, venne collocato in congedo per raggiunti limiti d'età il 22 dicembre 1982. Fu presidente del costituendo nucleo della Protezione civile di Pinerolo, ereditandolo nel 1986 dal colonnello Matteo Bruno, e lo diresse per undici anni, fino al 1997, quando si ritirò a vita privata. Si spense a Pinerolo il 12 agosto 2005.
Il 24 maggio 2008 gli è stato intitolato il Centro Nazionale della Federazione Italiana Tiro con l'arco di Cantalupa (Roma).

### Fonti
1. 1 2 3 4 5 6 7 8 9 10 11  Tranta Sold n.1, marzo 2013, p. 7.
2. 1 2 3 4  L'Alpino, ottobre 2005, p. 15.

### Periodici
- Generale C.A. Michele Fornaris, in Tranta sold, n. 1, Pinerolo, Associazione Nazionale Alpini sezione di Pinerolo, marzo 2013,  p. 7.
- Ventimila alpini per una sfilata di 5 ore, in L'Alpino, n. 9, Milano, Associazione Nazionale Alpini, ottobre 2005,  p. 7.